# Plesiopharos

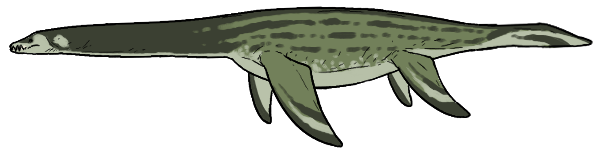
Plesiopharos moelensis

Plesiopharos is een geslacht van de Plesiosauria dat tijdens de vroege Jura leefde in het gebied van het huidige Portugal. De enige benoemde soort is Plesiopharos moelensis.

## Vondst en naamgeving
In 1999 en 2000 ontdekte amateurpaleontoloog António Silva in Marinha Grande, nabij São Pedro de Moel, onder de kliffen van Praia da Concha, ten noorden van de Penedo da Saudade-vuurtoren twee blokken met fossielen. Die werden pas in 2012 door zijn vriend Vitor Teixeira Ferreira met een hamer en beitel losgemaakt. In 2017 werden de blokken gedoneerd aan het Museu da Lourinhã. In 2019 werden nog een drie blokken gedoneerd. Die waren door Teixera provisorisch met slijptollen en zuurbaden geprepareerd. Ze toonden tekenen van de "pyrietziekte", een chemische reactie tussen pyriet en vocht die de botten kan doen splijten. Om het fossiel te redden werd het met kunsthars en rijstpapier gestabiliseerd en daarna verder geprepareerd door Rafael Serrão van het Dinoparque da Lourinhã.

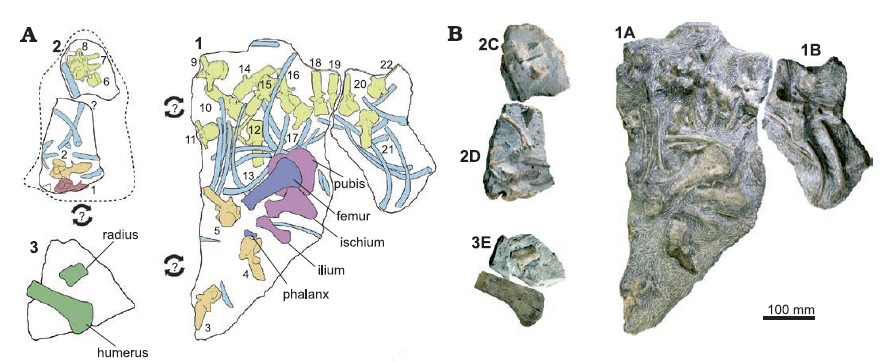
De steenblokken

In 2021 werd de typesoort Plesiopharos moelensis benoemd en beschreven door Eduardo Puértolas-Pascual, Miguel Marx, Octávio Mateus, André Saleiro, Alexandra 
E. Fernandes, João Marinheiro, Carla Tomás en Simão Mateus. De geslachtsnaam is afgeleid van het Grieks πλησίον, plēsíon, "nabij", als verwijzing naar de Plesiosauria, en φάρος, pharos, als verwijzing naar de vuurtoren. De soortaanduiding verwijst naar de herkomst bij São Pedro de Moel.

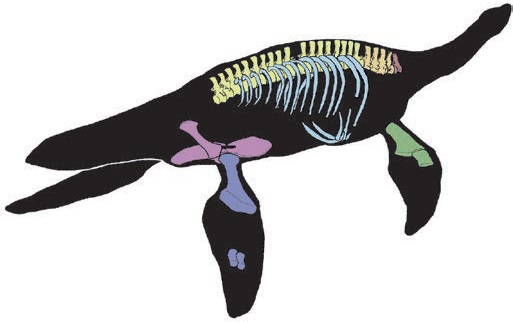
Diagram van de gevonden elementen met de kop rechts

Het holotype,  ML2302, is gevonden in een laag van de Coimbraformatie die dateert uit het vroege Sinemurien. Het bestaat uit een gedeeltelijk skelet zonder schedel. Bewaard zijn gebleven: een halswervel, vier borstwervels, zeventien ruggenwervels, een nekrib, negentien borstribben, twee buikribben, en van de rechterzijde het opperarmbeen, het spaakbeen, het darmbeen, het zitbeen, het schaambeen, het dijbeen en twee kootjes. Het betreft vermoedelijk een jongvolwassen individu. Het was in 2021 de meest complete plesiosauriër die ooit in Portugal gevonden was.

## Beschrijving
Plesiopharos is een vrij kleine vorm. Het holotype had vermoedelijk een lichaamslengte van ruim twee meter.
De beschrijvers stelden enkele onderscheidende kenmerken vast. Sommige daarvan zijn autapomorfieën, unieke afgeleide eigenschappen. Het blad van het darmbeen heeft een ronde en bolle voorste zijde die minder verbreed is dan de achterzijde. Het raakvlak van het darmbeen is sterk ontwikkeld en tweemaal langer dan het facet dat een bijdrage levert aan het heupgewricht. Bij de eerste borstwervel helt de top van het doornuitsteeksel schuin naar achteren en boven, een kleine ronde punt vormend aan de bovenste achterrand.

## Fylogenie
Plesiopharos is basaal in de Plesiosauroidea geplaatst.